# Філлі (Небраска)
Філлі (англ. Filley) — селище (англ. village) в США, в окрузі Ґейдж штату Небраска. Населення — 124 особи (2020).

## Географія
Філлі розташоване за координатами 40°17′7″ пн. ш. 96°32′2″ зх. д. / 40.28528° пн. ш. 96.53389° зх. д. (40.285202, -96.533935).  За даними Бюро перепису населення США в 2010 році селище мало площу 0,28 км², уся площа — суходіл.

## Демографія
Згідно з переписом 2010 року, у селищі мешкали 132 особи в 61 домогосподарстві у складі 39 родин. Густота населення становила 466 осіб/км².  Було 65 помешкань (230/км²).
Расовий склад населення:
| - 99,2 % — білих - 0,8 % — корінних американців |

До двох чи більше рас належало 0,0 %. Частка іспаномовних становила 0,0 % від усіх жителів.
За віковим діапазоном населення розподілялося таким чином: 20,5 % — особи молодші 18 років, 52,2 % — особи у віці 18—64 років, 27,3 % — особи у віці 65 років та старші. Медіана віку мешканця становила 47,5 року. На 100 осіб жіночої статі у селищі припадало 112,9 чоловіків;  на 100 жінок у віці від 18 років та старших — 105,9 чоловіків також старших 18 років.
Середній дохід на одне домашнє господарство  становив 41 094 долари США (медіана — 42 188), а середній дохід на одну сім'ю — 54 400 доларів (медіана — 56 250). За межею бідності перебувало 8,9 % осіб, у тому числі 0,0 % дітей у віці до 18 років та 16,1 % осіб у віці 65 років та старших.
Цивільне працевлаштоване населення становило 51 осіб. Основні галузі зайнятості: оптова торгівля — 15,7 %, роздрібна торгівля — 15,7 %, освіта, охорона здоров'я та соціальна допомога — 15,7 %.

## Персоналії
- Роберт Тейлор (1911-1969) —  американський актор кіно і телебачення.